# 1350 в Україні

## Події
- Литовський князь Ольгерд відвоював у поляків частину Волині. Між Литвою та Польщею укладено нетривкий мир.
- по Дмитру Олександровичу на короткий час князь Чернігівський Ольгерд, по ньому знову Дмитро Олександрович
- Людовик Угорський уклав угоду зі своїм дядьком, польським королем Казимиром (підтвердження Вишеградського договору 1338 року). Згідно із цієї угодою Угорщина «відступала свої спадкові права» на Королівство Русі пожиттєво Казимиру, а після його смерті (якщо у нього не буде синів) усі землі держави Казимира переходять до Людовика (небожа Казимира), у випадку наявності в Казимира синів, король Угорщини мав виплатити їм зазначену суму і повернути королівство Русі під своє управління.
- князь крем'янецький Юрій Наримунтович.
- князь Любарський Юрій Коріятович.

## Засновані, зведені
- Любар